# حشره‌خوار دندان‌سفید سیاه‌فام
 حشره‌خوار دندان‌سفید سیاه‌فام (نام علمی: Crocidura nigricans) نام یک گونه از سرده حشره‌خوارهای دندان‌سفید است.